# Jaume Pahissa i Jo
Jaume Pahissa i Jo (Barcelona, 8 d'octubre del 1880 - Buenos Aires, l'Argentina, 27 d'octubre del 1969) fou un compositor i director d'orquestra català.

## Biografia
El seu pare, Jaume Pahissa i Laporta, dibuixant i il·lustrador nascut a Sants, l'inicià en les primeres nocions de música. La seva mare fou Anna Jo i Prat, de Monistrol de Calders. Estudià arquitectura a la Universitat de Barcelona. Començà tot sol l'estudi de l'harmonia i la composició a la Biblioteca Pública Arús de Barcelona. Posteriorment va estudiar amb Enric Morera. No passà molt temps perquè el jove Pahissa es sumergesi en l'emergent moviment modernista barceloní i amb els artistes amics del seu pare que acudíen a locals com Els Quatre Gats o La Punyalada.
Després dels primers contactes musicals amb Enric Morera i el seu oncle, el compositor vuitcentista Francesc Laporta, va començar a conèixer els ideals modernistes que imperaven en els anys del canvi de segle. Així, el jove compositor es va iniciar en el camp de la creació musical col·laborant amb propostes escèniques de Teatre Íntim d'Adrià Gual, per a qui va escriure la partitura d'escena d' Èdip Rei (1898). Abans de començar la seva vida com a compositor, Jaume passava llargues estones a l'Ateneu Barcelonès, concedint entrevistes als periodistes, redactant articles com a crític musical en diari La Publicitat i compartint tertúlies amb artistes e intel·lectuals abans i després de les seves actuacions. Les persones més properes a Jaume eren artistes i grans pensadors de l'època, com el músic Enric Granados, el filòsof Eugeni d'Ors, el violoncel·lista Pau Casals, el compositor Manuel de Falla, el pensador Pompeu Gener, l'escenògraf Rafel Moragues, el músic Enric Morera, l'actriu Margarida Xirgu i la cantant Conxita Badia, entre d'altres. D'una manera o altra, ha estat vinculat a la vida periodistica, recordem que va completar la seva activitat laboral exercint molts anys com a crític del diari Las Noticias, en el qual apareix minuciosament detallats els seus pensaments referents temes teòrics i la seva opinió sobre els esdeveniments musicals de moment.
Les seves primeres composicions van ser per al teatre. El seu primer èxit fou l'estrena, el març del 1906 de La presó de Lleida al Teatre Principal de Barcelona. Aquesta obra, amb llibret d'Adrià Gual gairebé arribà a les cent representacions en un any. Aquest mateix any va organitzar un concert al Teatre Novedades de Barcelona amb obres seves, la majoria simfòniques, que va significar la seva dedicació plena a la música.
El 1906, a l'edat de 26 anys, va dirigir un concert integrat per obres pròpies com El combat i la simfonia de A les costes mediterrànies, presentat al Teatre de les Novetats, amb el qual es va singularitzar com un jove compositor simfònic en uns anys en els quals el gènere no tenia molts cultivadors. Aquest mateix any va contribuir en els programes dels Espectacles- Audicions Graner estrenant la seva òpera La presó de Lleida, una glossa literària i musical de la cançó popular homònima. En aquesta obra es comencen a veure les seves inquietuds per experimentar amb noves tècniques de composició. Lluny de deixar-se portar per les polèmiques, Pahissa, un compositor d'esperit lliure independent, seguía la seva trajectòria d'èxits amb les presentacions de les seves obres. L'èxit de la proposta li va valer una pensió de l'Ajuntament de Barcelona per viatjar a Lyon.
El 1909 estrena al Liceu el poema simfònic El camí, i l'any següent, a la plaça de toros de Figueres Canigó, adaptació dramàtica de Josep Carner sobre l'obra homònima de Jacint Verdaguer. El 15 de gener de 1913 estrena al Liceu l'òpera Gal·la Placídia. L'any 1919 va estrenar, també al Liceu, l'òpera en un acte La morisca, amb text en castellà d'Eduard Marquina. Així mateix, va escriure altres òperes com Gal·la Placídia, La morisca, Marianela i La princesa Marguerida, estrenades al Teatre del Liceu. Desenvolupant una gran capacitat d'inventiva i una voluntat de renovació, va elaborar una teoria harmònica pròpia, anomenada "intertonalidad", que va aplicar només a dues obres: la Simfonia II (1920) i la Suite intertonal (1926), i va escriure l'obra Monòdia (1925), en la qual fa servir només l'unisó i la vuitena. D'aquesta manera, es va guanyar un gran prestigi com a músic innovador, fins al punt que l'Associació de Música "da Camera" li va dedicar la primera de les seves sessions monogràfiques a 1927
La seva vida bohèmia, alimentada per la fama, va fer un canvi radical a partir del seu casament amb Montserrat Campà, 21 anys més jove que Pahissa. Després de l'arribada dels seus tres fills, la necessitat de mantenir una familia el va portar a acceptar el lloc director de l'Escola Municipal de Música de Barcelona des de la jubilació del mestre Lluís Millet fins a l'any 1937, que va emigrar a l'Argentina i s'establí a Buenos Aires, on feu una brillant carrera com a director del teatre Colón i on morí el 27 d'octubre del 1969. Per aquesta nova proposta va escriure un tractat pedagògic, es va ocupar ocasionalment de la direcció de l'orquestra y la plaça de professor d'harmonia a l'Escola Municipal de Música de Barcelona. En temps de la Guerra Civil, va ser obligat pels milicians de la Confederació Nacional de Treballadors a crear i dirigir l'orquestra per a la pel·lícula Aurora d'esperança d'Antonio Sau (1937), un producte d'escàs valor fílmic però de gran voluntat publicitaria.
A el mateix temps que progressava la Guerra Civil a Catalunya; considerant que les idees polítiques de Pahissa eren ben conegudes, és a dir, que era afí a la República, va aprofitar un contracte per actuar a la Ràdio El Món de Buenos Aires per exiliar-se de la guerra i de la possibilitat de ser encarcelat. A mitjan 1937 es va traslladar a Buenos Aires i ja no va tornar a Espanya més que ocasionalment. Pahissa desenvolupà en aquell país d'adopció una gran activitat com a pedagog, compositor i director d'orquestra. Es va posar al front d'entitats com l'Orquestra Simfònica del Sodre o l'Orquestra Simfònica de Buenos Aires, així doncs també va dirigir l'equip de professors de música del Centre Asturià de Buenos Aires i va escriure abundant música, començant per la Cantata a la tomba de Federico García Lorca que va interpretar l'actriu Margarida Xirgu. Va estudiar a Manuel de Falla els últims anys de la seva vida; va escriure la seva primera biografia encarregada per l'editorial Ricordi d'Amèrica, i va treballar en nombroses iniciatives periodístiques com en Aquí está, eso es, Saber vivir o El Sol.
En el Teatre Colón va presentar la seva òpera Marianela el 1946 a una temporada a l'aire lliure. Considerat un exiliat d'or, va presidir els primers Jocs Florals de la Llengua Catalana a l'exili el 1941 i els tornà a presidir el 1960. Va ser acadèmic de la Reial Acadèmia de Belles Arts de San Fernando gràcies a la iniciativa d'Eugeni d'Ors, gran amic seu. Pahissa va ser un dels compositors més originals del primer terç de segle XX que va patir en les seves carns les conseqüències de la Guerra Civil i, per aquesta mateixa raó, no es va sentir mai membre de cap generació musical, encara que en la seva estada Argentina va treballar molt sobre repertoris tradicionals catalanes.
Fou enterrat al Cementiri de la Chacarita, a Buenos Aires, al panteó de la Sociedad Argentina de Autores, Intérpretes y Compositores, a l'espera que en el futur fos traslladat a Catalunya. En l'actualitat, part del fons del catàleg d'obres de Pahissa es conserva a la Biblioteca de Catalunya. L'any 2011 l'Institut d'Investigació en Etnomusicologia de Govern de la Ciutat de Buenos Aires va començar a digitalitzar el seu llegat de partitures i documents per a una posterior difusió.

## Obres

### Piano y violí
- 3 Baladas con texto de H. Heine i A. Riquer (1900-1906)
- Per un bes con texto de J. Lleorant (1908)
- Rosa con texto de J. Pahissa (1922)
- El record con texto de T. Garcés (1926)
- Sis cançons con texto de J. Pahissa, C. Fages de Climent i G. Berdiales (1927-1940)
- El cantor con texto de Goethe (1932)
- El cant del Sol con texto de Fc. Asís (1935)

### Música de cambra
- Trío per a violí, cello y piano (1903)
- Sonata per a violí y piano (1906)
- Trío per a Corda sola (1918)
- Cuarteto (1933)
- Nocturn per a cello y piano (1937)

### Música simfónica
- Sinfonía I para orquesta de cuerda (estrenada en el Teatre de les arts en 1905)
- A les costes mediterrànies (estrenada en el Teatre de les Novetats en 1906)
- De sota terra als aires (estrenada en el Teatre de les Novetats en 1906)
- El camí (estrenada en l'Associació Musical de Barcelona en 1909)
- Obertura sobre un tema popular català (estrenada amb l'Orquesta Filarmónica de Madrid en 1917)
- Nit de somnis (estrenada amb l'Orquesta Sinfónica de Barcelona en 1919)
- Sinfonía II (estrenada amb l'Orquesta Pau Casals en 1921)
- Monòdia (estrenada amb l'Orquesta Pau Casals en 1935)
- Suite Intertonal (estrenada amb l'Orquesta Pau Casals en 1926)

### Música Coral
- El ambulant Gentes per a quatre veus masculines amb text de Isaíes (1904)
- Dos motetes para coro mixto, amb text d'Isaíes (1904)
- Himno cooperatista per a cor mixte (1927)
- Endreça a la Capella Clàssica de Mallorca per a cor mixte (1948)

### Música Lírica
- Èdip Rei (música incidental), amb text de Sófocles (estrenada al Teatre Íntim en 1903)
- Prometeu Encadenat (música incidental), amb text d'Èsquil (estrenada el Teatre Íntim en 1903)
- La presó de Lleida, amb text d'A. Gual (estrenada al Espectacles-Audicions Graner en 1906)
- La campana sumergida (música incidental), amb text de Hauptmann (estrenada en el Teatre Íntim en 1908)
- Canigó, amb llibret de J. Carner (estrenada en Arenes de Figueres en 1910)
- Gal·la Placídia (ópera), amb llibret d'A. Gimerà (estrenada al Teatre del Liceu en 1913)
- La morisca (dram líric), amb llibret d'E. Marquina (estrenada al Gran Teatre del Liceu en 1919)
- Marianela (òpera), amb llibret de Serafín i Joaquín Álvarez Quintero (estrenada al Gran Teatre del Liceu en 1923)
- La princesa Marguerida (òpera), amb llibret d'A. Gual (estrenada al Gran Teatre del Liceu en 1928)
- Angélica (música incidental),amb text de L. Ferrero (estrenada en el Teatro 18 de juliol de Montevideo en 1938)
- Don Gil de las calzas verdes (música incidental),amb text de Tirso de Molina (estrenada al Teatre Auditorium Mar del Plata en 1957)
- Períbañez o el comendador de Ocaña (música incidental),amb text de F. Lope de Vega (estrenada al Teatre Solís de Montevideo en 1962)

### Música per al Cinema
- Aurora de esperanza, película d'A. Sau (1937)[6]

## Homenatges
Els municipis de Tarragona (Tarragonès), el Vendrell (Baix Penedès) i Porqueres (Pla de l'Estany) han dedicat carrers a la memòria del mestre.
Així, trobem el carrer de Jaume Pahissa a la urbanització Residencial Monnars, al poble de Monnars, avui agregat a Tarragona. En aquesta urbanització tots els carrers queden dedicats a compositors catalans, compartint l'honor amb Isaac Albéniz, Enric Morera, Lluís Millet, Eduard Toldrà, Antoni Nicolau, Amadeu Vives, Joan Lamote de Grignon, Òscar Esplà i Francesc Alió.
Igualment a la urbanització Edèn Parc del Vendrell. Aquí comparteix espai amb carrers dedicats a compositors de la talla de Ravel, Franz Liszt, Brahms, Richard Wagner, Mendelssohn, Schubert, Johann Sebastian Bach o Beethoven, entre d'altres.
Finalment, també trobem el carrer de Jaume Pahissa al nucli de les Pedreres, al municipi de Porqueres, juntament amb altres personalitats catalanes com Jaume Balmes, Àngel Guimerà o el President Companys.